# Лос-Серральбос
Лос-Серральбос (ісп. Los Cerralbos) — муніципалітет в Іспанії, у складі автономної спільноти Кастилія-Ла-Манча, у провінції Толедо. Населення — 421 осіб (2023).
Муніципалітет розташований на відстані близько 90 км на південний захід від Мадрида, 48 км на захід від Толедо.

## Демографія
Динаміка населення (INE ):

## Галерея зображень

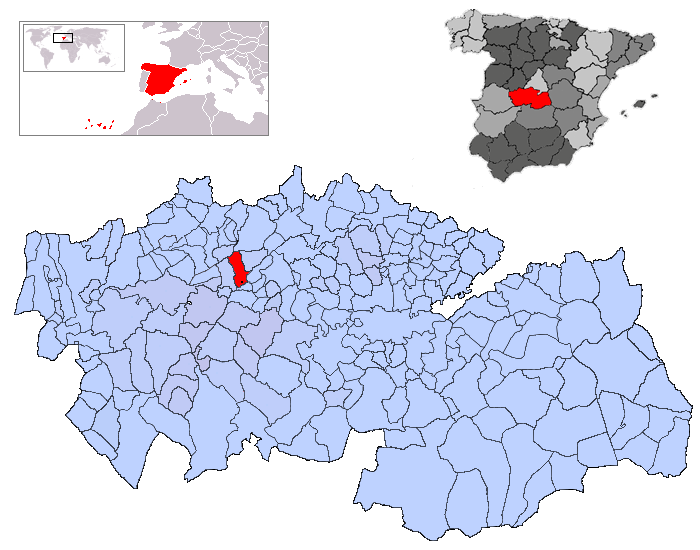
Розташування муніципалітету у провінції Толедо